# Удлер Рубін Якович
Рубін Якович Удлер (рум. Rubin Udler; 27 вересня 1925, Бреїла, Румунія — 20 лютого 2012, Піттсбург, США) — молдавський лінгвіст, діалектолог-романіст (фонетист, семасіолог, лексиколог), видний спеціаліст в галузі молдавської (румунської) мови. Доктор філологічних наук, член-кореспондент Академії Наук Молдови (1989), співавтор та редактор чотиритомного діалектологічного атласу молдавської мови («Молдавський лінгвістичний атлас», 1968-1973).

## Життєпис

#### Ранні роки в Румунії
Рубін Удлер народився в портовому волоському місті Бреїла на правобережжі Дунаю в 1925 році. Його батьки, вихідці з Арцизу та Аккермана (тоді Четатя Албе) Яків Аронович Удлер та Діна Володимирівна Глейзер переселилися до Бреїли з Бессарабії після одруження на початку 1920-х років. Незабаром Яків Аронович заснував фірму «Янку Басарабяну», яка увібрала в себе шкіряний магазин, дубильню та шорну майстерню, і вже за кілька років перетворилася на прибуткове підприємство.
Майбутній мовознавець навчався у румунському ліцеї імені Ніколає Белческу (Nicolae Bălcescu) та до 1940 року встиг закінчити 5 класів. Антисемітські настрої, що посилювалися наприкінці 1930-х років у Румунії, кульмінували в 1940 році рядом антиєврейських законів, які призвели до масового повернення бессарабських євреїв у рідні краї відразу після анексії території Радянським Союзом. Кинувши прибуткову справу, повернулася в Бессарабію, що стала радянською, і родина Удлер.

#### УгеттоТрансністрії
В Аккермані Рубін Удлер продовжив навчання тепер уже в російській школі, але менше ніж через рік почалася Велика Вітчизняна війна і з потоком біженців сім'я Удлер опинилася в Одесі. Тут за допомогою знайомого по Бреїлу румунського офіцера Раду М. Бадіу Удлер вдалося пережити масовий погром, вчинений над євреями окупаційної румунської армією. Але незабаром вони були депортовані в пересильне гетто на Слобідці, а звідти в лютому 1942 року так званим «маршем смерті» у невелике гетто на хуторі Виноградний Сад Богданівської сільради за 7 кілометрів на південь від сумнозвісного гетто Богданівки — одного з найбільших у Трансністрії.
Тут, на правому березі річки Південний Буг родина Удлер перебувала на примусових роботах до кінця 1943 року, всі члени сім'ї перехворіли на висипний тиф, а в грудні 1943 року були переведені в гетто хутора Громадянівка Врадіївського району повіту Голта. Дванадцятьох членів сім'ї було вбито в Трансністрії, але сам Рубін Удлер із батьками та сестрою дожили до настання Червоної Армії у 1944 році і після звільнення Одеси повернулися до цього міста.
В Одесі Р. Я. Удлер записався добровольцем для відправлення на фронт і був направлений до артилерійського училища, де знаходився 188-й Запасний стрілецький полк (ЗСП). Але замість діючої армії як неблагонадійний в'язень нацистських таборів був відряджений до 8-ї трудколони Микуньської буддільниці Севжелдорбуда НКВС, в Комі АРСР, де знаходився до кінця вересня 1945 року, коли отримав виклик на навчання до Московського будівельного технікуму, а звідти повернувся до сім'ї в Білгород-Дністровський і вступив на підготовчий курс місцевого Учительського інституту. З 1946 року навчався на французькому відділенні філологічного факультету Чернівецького університету.

#### Наукова робота
Після закінчення Чернівецького університету 1951 року працював викладачем, потім заступником завідувача кафедри іноземних мов Чернівецького педагогічного інституту. 1956 року був прийнятий за конкурсом на посаду молодшого наукового співробітника Інституту історії, мови та літератури Молдавської філії Академії наук СРСР. З того часу цілком присвятив свою наукову діяльність діалектології молдавської мови, що до кінця 1960-х років завершилося публікацією монументального чотиритомного діалектологічного атласу молдовської мови та серії наступних статей та монографій з цієї тематики.
Захистив кандидатську дисертацію 1961 року в Інституті мовознавства Академії наук СРСР, докторську дисертацію — 1974 року в Ленінградському відділенні Інституту мовознавства Академії наук СРСР. З 1961 по 1992 рік завідував відділом діалектології та лінгвістичної географії Інституту мови та літератури Академії наук Молдови. З 1989 до 1992 року був заступником академіка-секретаря Відділення гуманітарних наук Академії Наук Молдови.
Рубін Удлер був відповідальним редактором першого тому «Загальнокарпатського діалектологічного атласу» (ОКДА, див. Р. Я. Удлер і С. Б. Бернштейн, «Загальнокарпатський діалектологічний атлас» та його східно-романський аспект. Лімба ши література молдовеняске. , 1976, с.49-56) - об'єднаного проекту академій наук Молдови, України, Польщі, Словаччини, Угорщини, СРСР та Югославії. Спільно з видатним радянським діалектологом-балканістом С. Б. Бернштейном (1910-1997) видав збірки вступних статей та матеріалів ОКДА. З 1989 до 2005 року за редакцією Рубіна Удлера, Самуїла Бернштейна, Лайоша Балога, Я. Закревської, Я. Рігера, І. Ріпки, Др. Петровича було видано 7 випусків «Загальнокарпатського діалектологічного атласу» у різних країнах Карпатського регіону.
Крім власне романської філології, Р. Я. Удлер займався також вивченням молдовсько-слов'янських та молдовсько-гагаузьких мовних контактів (останніх спільно з молдавським тюркологом-гагаузоведом Б. П. Туканом). З 2001 року брав участь у роботі над Румунським лінгвістичним атласом у регіонах: Бессарабія (Atlasul linguistic român pe regiuni: Basarabia).
З 1992 року жив у Піттсбурзі (штат Пенсільванія), де підготував видані у 2003—2006 роках російською, англійською та румунською мовами спогади про пережиті роки в гетто Трансністрії, засновані на щоденникових записах та доповнені великими архівними матеріалами.

## Монографії
- Молдовські говірки Чернівецької області порівняно з говірками Молдавської РСР, Закарпатської області УРСР та інших суміжних областей Дако-Романського масиву. Консонантизм. Інститут мови та літератури АН МРСР. Кишинів: Картя молдовеняске, 1964.
- L’Atlas linguistique moldave (ALM) régional. Les tâches et les particularités de l'Atlas linguistique regional (методологічний апарат). Revue de Linguistique Romane 30, Louvain, 1966. • Атласул лінгвістик Молдова (Молдавський лінгвістичний атлас). У 4-х частинах. За редакцією Р. Я. Удлера та В. Комарницького. Інститут мови та літератури АН МРСР. Кишинів: Картя молдовеняске, 1968-1973.  Частина 1: Фонетика (1968). Частина 2: Фонетика. Морфологія (1968). Частина 3: Лексика (1972). Частина 4: Лексика (1973).
- Текст діалекталі (діалектні тексти). Спільно з В. Ф. Мельником, В. Н. Страті, А. Н. Думбрев'яном та ін. Інститут мовознавства АН Молдавської РСР. Кишинів: Штіінця, 1969 та 1971
- Діалектне членування молдавської мови (автореферат докторської дисертації). Ленінградське відділення АН СРСР. Інститут мовознавства, 1974.
- Діалектологія молдовеняске (молдавська діалектологія), під редакцією та у співавторстві з В. А. Комарницьким. Кишинів: Луміна, 1976.
- Діалектне членування молдавської мови. У 2-х тт. Інститут мови та літератури АН МРСР. Кишинів: Штіінця, 1976.
- Граматичне варіювання у молдавській мові. М. А. Габінський, за редакцією Р. Я. Удлера. Кишинів: Штіінця, 1980.
- Атласул лінгвістик молдовенеск (лінгвістичний атлас молдавської мови). Картя молдовеняске: Кишинів, 1986.
- Контактеле романичилор ресеритень слав: пе базі де даті лінгвістиче (контакти східних румунів зі слов'янами: на основі лінгвістичних даних, спільно з Н. Д. Раєвським). Кишинів: Штіінця, 1988.
- Молдавська пастуша термінологія: ареалогічне та ономо-семасіологічне дослідження (спільно з В. В. Корчмарем). Кишинів: Штіінця, 1989.
- Загальнокарпатський діалектологічний атлас (за редакцією Р. Я. Удлера, С. Б. Бернштейна та Л. Балога). Штіінця: Кишинів, 1989 (I випуск, відповідальний редактор Р. Я. Удлер); Варшава, 1991 (III випуск); Київ-Львів, 1993 (IV випуск); Москва, 1994 (ІІ випуск); Братислава, 1997 (V випуск); Штіінця: Кишинів, 2001 (VI випуск, відповідальний редактор Р. Я. Удлер); Будапешт, 2002 (VII випуск). • Питання румунської граматики та словотвору. М. А. Габінський, за редакцією Р. Я. Удлера. Інститут лінгвістики АН Республіки Молдова. Кишинів: Штіінця, 1991.
- Сефардська мова: Балканське прислівник. М. А. Габінський, за редакцією Р. Я. Удлера. Кишинів: Штіінця, 1992.
- Shattered! 50 Years of Silence: Voices from Romania and Transnistria (Уламки! 50 років мовчання: голоси з Румунії та Трансністрії, із співавторами). Скарборо (Канада): Abbeyfield Publishers, 1997.
- Спалах пам'яті: історії дитинства в період Голокосту, зі співавторами. Оксфорд-Нью-Йорк: Oxford University Press, 2001.
- Роки лиха: Спогади в'язня гетто. Піттсбург-Кишинев: Центральна друкарня, 2003.
- The Cursed Years: Reminiscences of a Holocaust Survivor. Піттсбург, 2005.
- Ani de urgie (Роки лих, румунською мовою). Піттсбург-Кишинев: Tipografia Centrală, 2006.